# ドゥッチョ・ディ・ブオニンセーニャ

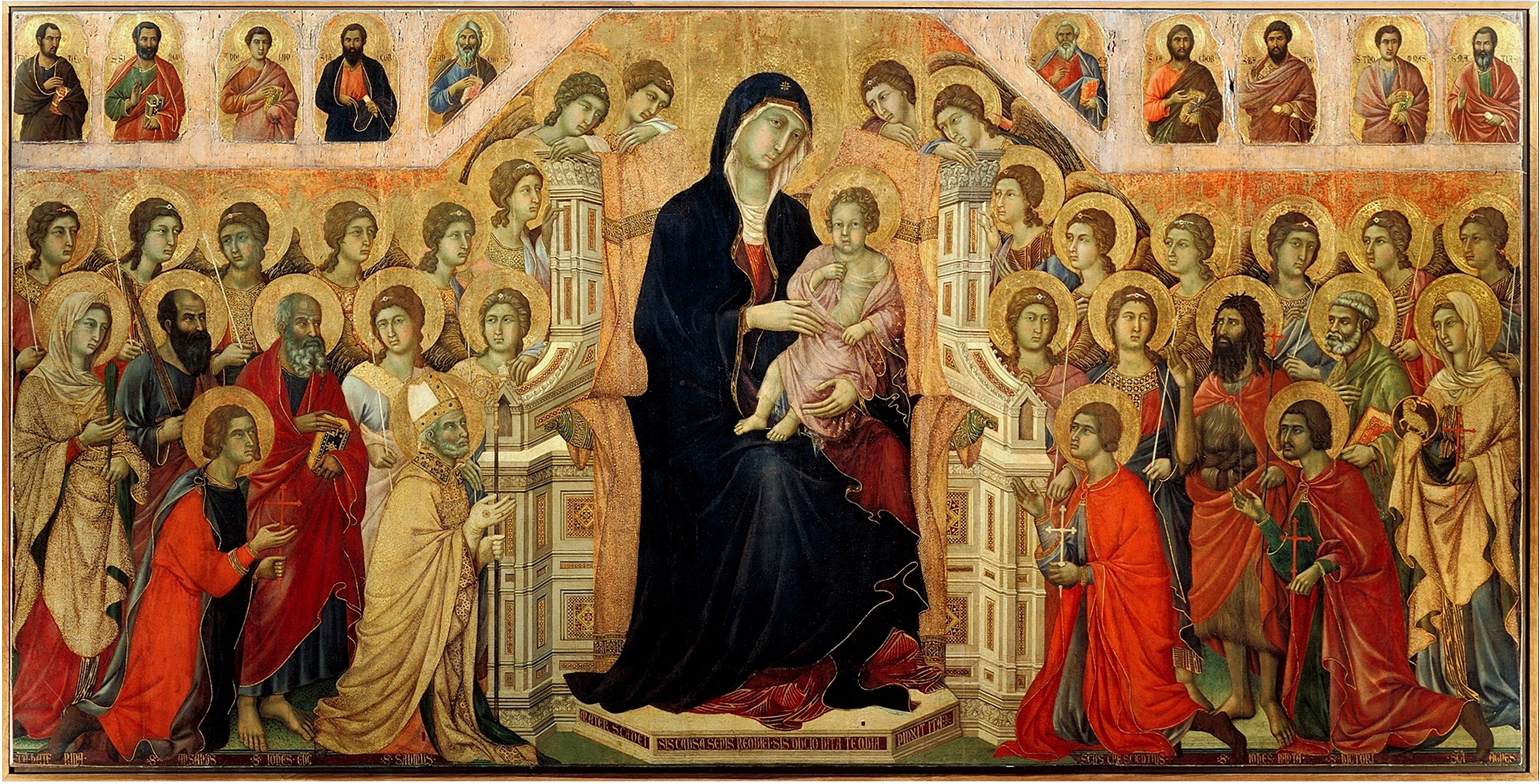
マエスタ（荘厳の聖母）シエナ大聖堂付属美術館

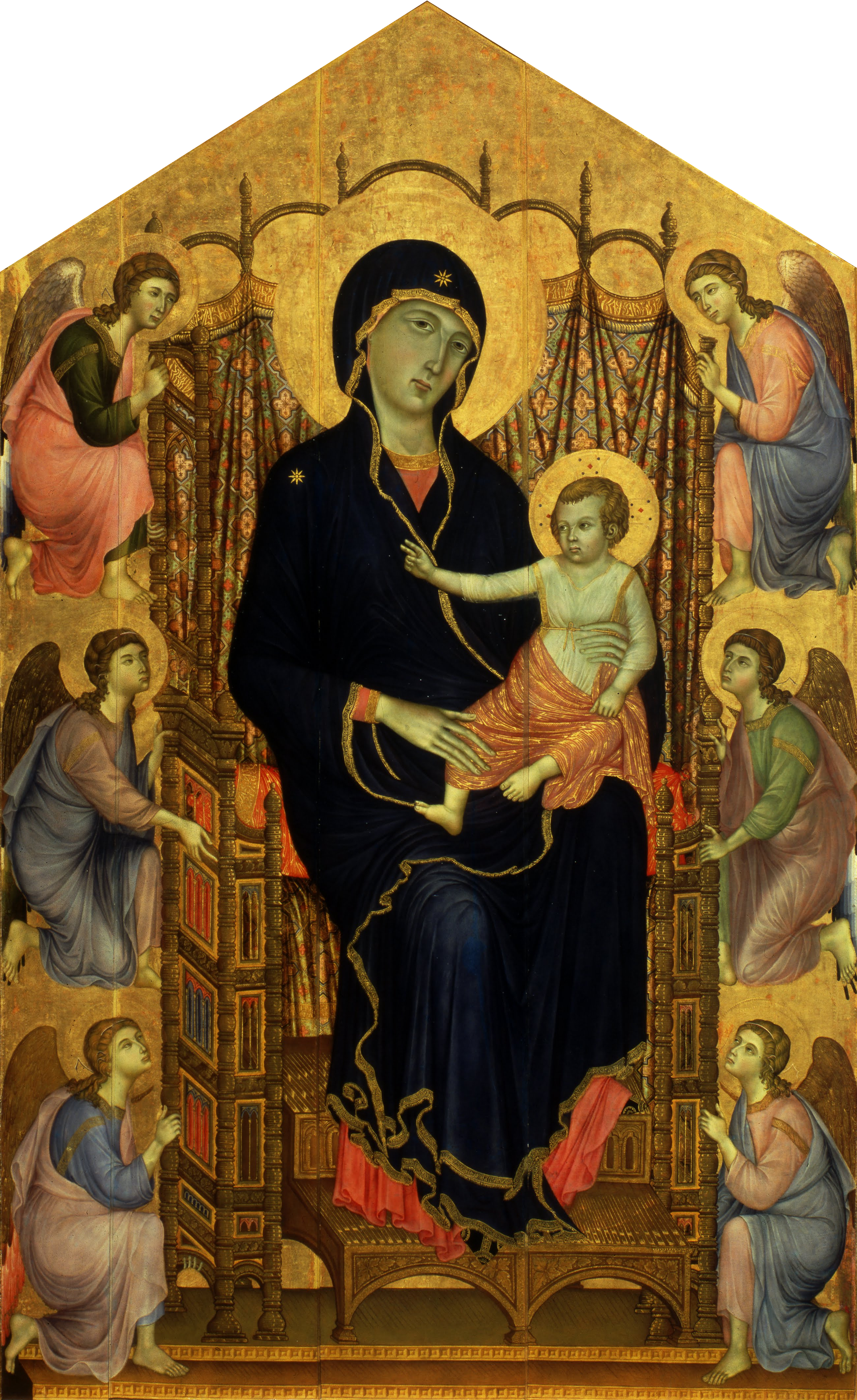
『ルチェッライの聖母』ウフィツィ美術館

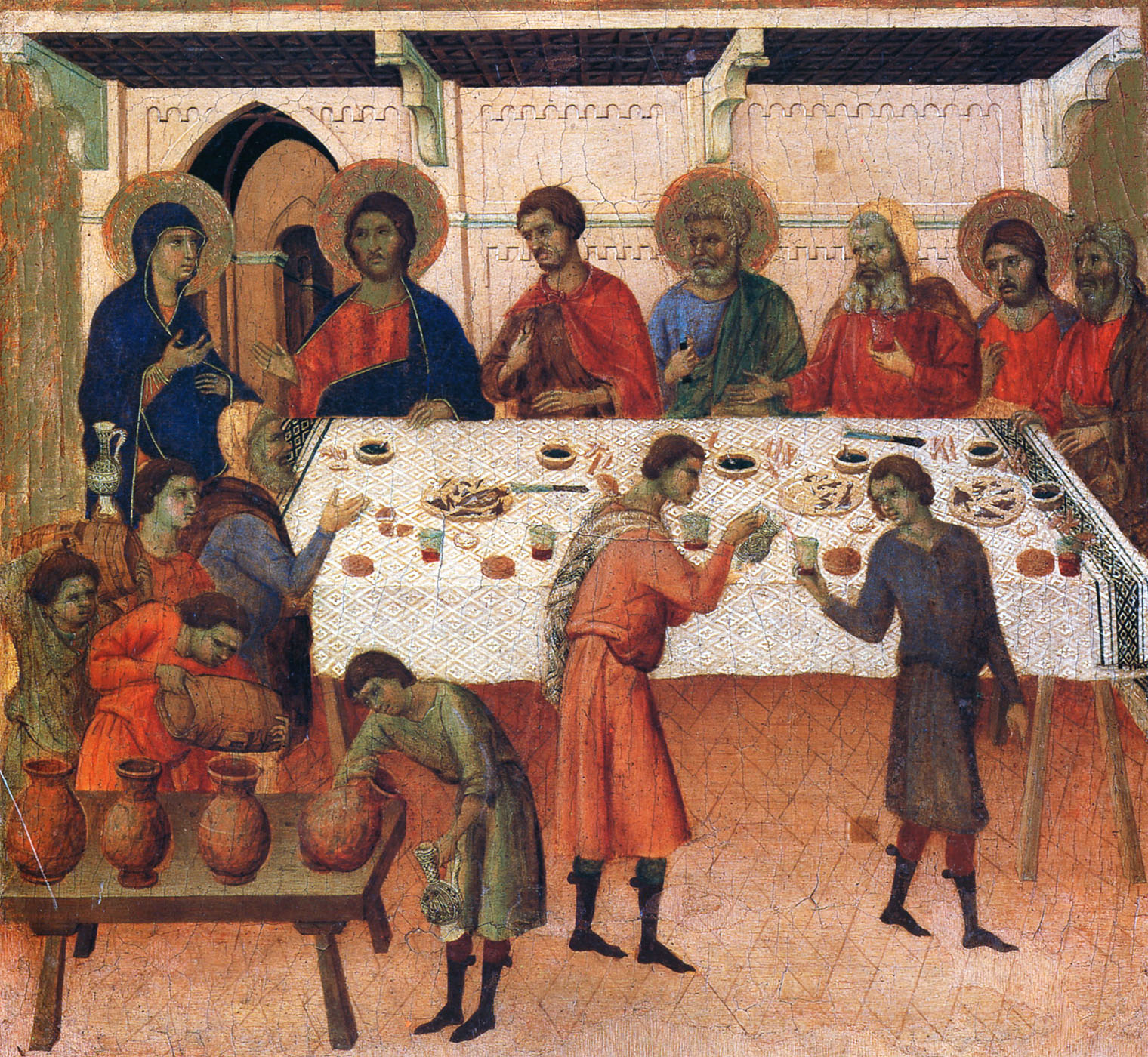
カナの婚宴（『マエスタ』の裾絵）

ドゥッチョ・ディ・ブオニンセーニャ（Duccio di Buoninsegna、1255/1260年頃 - 1319年頃）は、ゴシック期のイタリアの画家。13世紀末〜14世紀初頭にシエナで活動した。その様式はビザンティン絵画を基盤としながらも、人間描写や空間把握は現実感を増している。チマブーエ、ジョットとともにゴシックとルネサンスの橋渡しをした、西洋絵画史上重要な画家の一人である。

## 概論
イタリア中部の都市シエナは、独特の絵画の伝統をもち、シモーネ・マルティーニらの巨匠を輩出している。ドゥッチョはシエナ派の祖と見なされ、ヨーロッパの絵画が中世からルネサンスへと移る節目に位置する重要な画家の一人である。ドゥッチョは国際ゴシック様式の形成にも関与し、彼の影響を受けた画家にはシモーネ・マルティーニ、ピエトロとアンブロージョのロレンツェッティ兄弟などがいる。
ドゥッチョの生年ははっきりしないが、1255年～1260年頃にシエナで生まれたと考えられている。彼の美術家としての活動が最初に記録されるのは1278年で、この年ドゥッチョはシエナ市政府のために文書箱や収税帳簿の表紙の装飾などの仕事をしたことが記録に残っている。
代表作としてはフィレンツェのサンタ・マリア・ノヴェッラ聖堂にあった『ルチェライの聖母』と通称される『聖母子と六天使』（1285年、ウフィツィ美術館蔵）及びシエナ大聖堂のために制作された『マエスタ（荘厳の聖母）』（1308 - 1311年）がある。『ルチェライの聖母子』は、長らくチマブーエの作とされていたものである。
シエナ大聖堂の『マエスタ』はドゥッチョの代表作で、完成時にはシエナの市民たちがこの巨大な絵（370cm×450cm）をかついでドゥッチョの工房から大聖堂へ運んだという。横長の大画面に玉座の聖母子と諸聖人・天使を表したもので、背景を金地とする点や、聖母を他の人物たちより一段大きく表す点はビザンティン風だが、人物の人間的な表情や仕草、着衣のひだの自然な描写などにルネサンスへの歩みが感じ取れる。この作品は裏面にキリストの受難の諸場面を表し、ピナクル（祭壇画上部の尖塔形部分）やプレデッラ（裾絵）にもさまざまな場面が描かれていたが、これらピナクルやプレデッラは分割されて、一部は他の美術館等の所蔵となっている。
このほか、シエナ大聖堂のステンドグラスのデザインもドゥッチョによるものとされている。
ドゥッチョの1300年頃の作とされる板絵の『聖母子』は2004年11月、ニューヨークのメトロポリタン美術館によって4,500万ドル以上の高値で購入された。これは同美術館による一作品の購入金額としては最高記録であった。しかし、コロンビア大学の研究者は様式的観点から、この絵を19世紀の偽作としている。

## 主な作品
- 『聖母子と二天使』（クレヴォレの聖母）（1280年頃） -  シエナ大聖堂付属美術館
- 『ルチェッライの聖母』（玉座の聖母子と六天使）（1285年頃） -  ウフィツィ美術館（サンタ･マリア・ノヴェッラ聖堂寄託）
- 『フランシスコ会修道士の聖母』（1300年頃） -  シエナ国立美術館
- 『マエスタ（荘厳の聖母）』- スイス、ベルン美術館
- 『聖母子』 - メトロポリタン美術館（ブリュッセル、ストクレ・コレクション旧蔵）
- 『聖母子と六天使』 - ペルージャ、ウンブリア国立美術館
- 多翼祭壇画『聖母子、聖アウグスティヌス、聖パウロ、聖ペテロ、聖ドミニクス（ピナクルは祝福するキリストと四天使）』（シエナ28番の祭壇画）（1305年頃）- シエナ国立美術館
- 多翼祭壇画『聖母子、聖アグネス、福音書記者聖ヨハネ、洗礼者聖ヨハネ、マグダラのマリア（以上下段）、10人の司教と預言者（中段）、祝福するキリストと天使たち（上段）』（シエナ47番の祭壇画） - シエナ国立美術館
- 小三連祭壇画『聖母子と四天使及び七預言者、聖ドミニクス、聖アグネス』 - ロンドン、ナショナル・ギャラリー
- 『マエスタ』（玉座の聖母子と12人の天使、19人の聖人）（1311年） - シエナ大聖堂付属美術館

## 画集解説
- 『ドゥッチョ・ディ・ブオニンセーニャ　シエナを飾る画家』、チェチリア・ヤンネッラ
　松原哲哉訳、〈イタリア・ルネサンスの巨匠たち4〉東京書籍、1994年